# Lidia Chmielnicka
Lidia Teresa Chmielnicka-Żmuda (Lublin, 8 de março de 1939 — Opole, 27 de setembro de 2002) foi uma jogadora de voleibol da Polônia que competiu nos Jogos Olímpicos de 1968.
Em 1968, ela fez parte da equipe polonesa que conquistou a medalha de bronze no torneio olímpico, no qual atuou em cinco partidas.